# Muricodrupa
Muricodrupa là một chi ốc biển, là động vật thân mềm chân bụng sống ở biển trong họ Muricidae, họ ốc gai.

## Các loài
Theo Cơ sở dữ liệu sinh vật biển (WoRMS), các loài có tên được chấp nhận trong chi Muricodrupa gồm có:
- Muricodrupa fenestrata (Blainville, 1832)[3]
- Muricodrupa fiscella (Gmelin, 1791)
- Muricodrupa jacobsoni Emerson & D'Attilio, 1981

Cơ sở dữ liệu Indo-Pacific Molluscan cũng ghi nhận các loài sau với danh pháp đang sử dụng 
- Muricodrupa fusca (Küster, 1868 năm 1859-68)
- Muricodrupa pothuanii (Souleyet in Eydoux & Souleyet, 1852)
- Muricodrupa stellaris (Hombron & Jaquinot, 1854)

## Hình ảnh

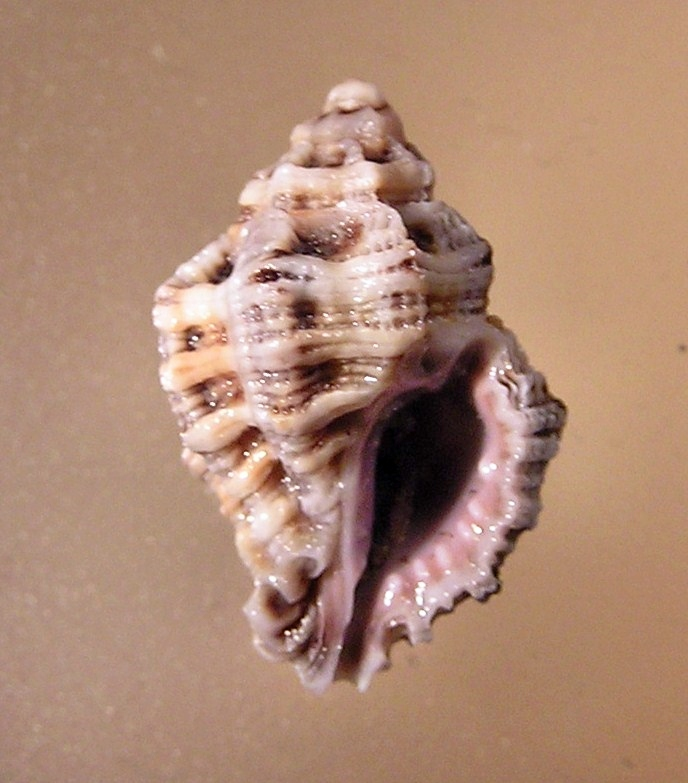
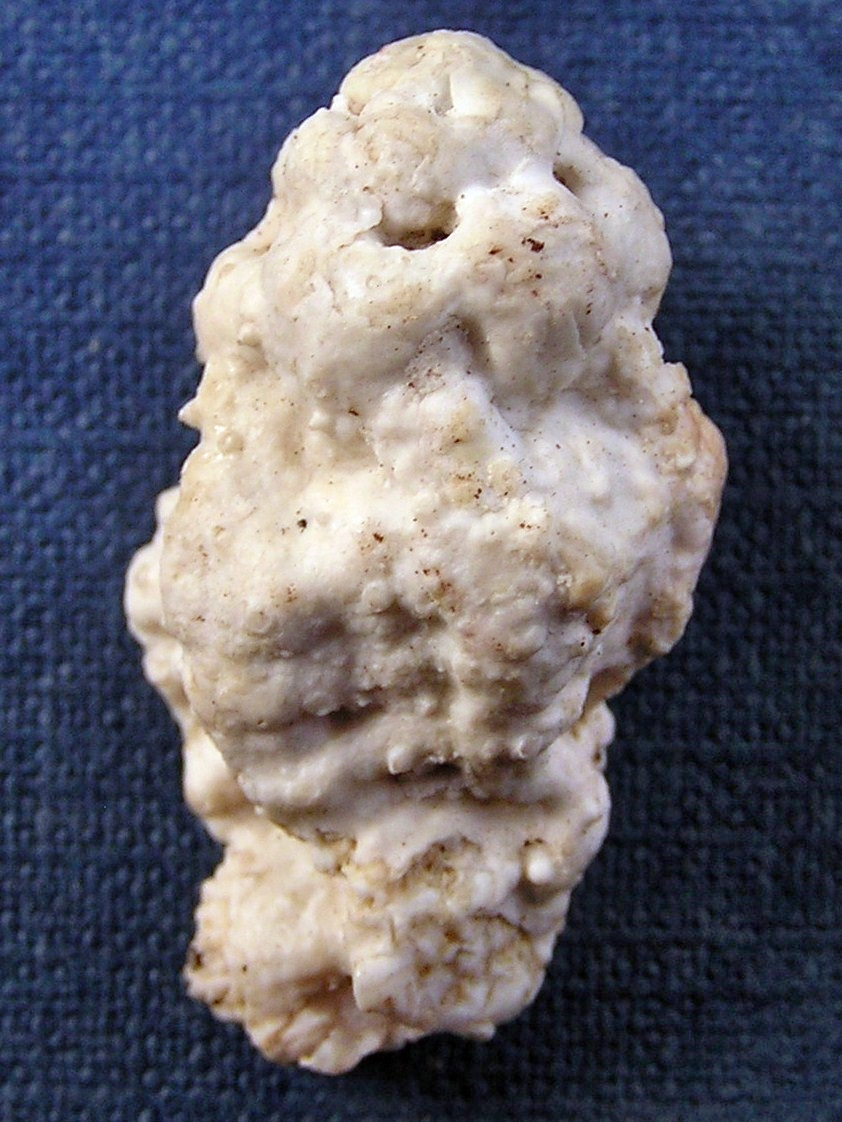
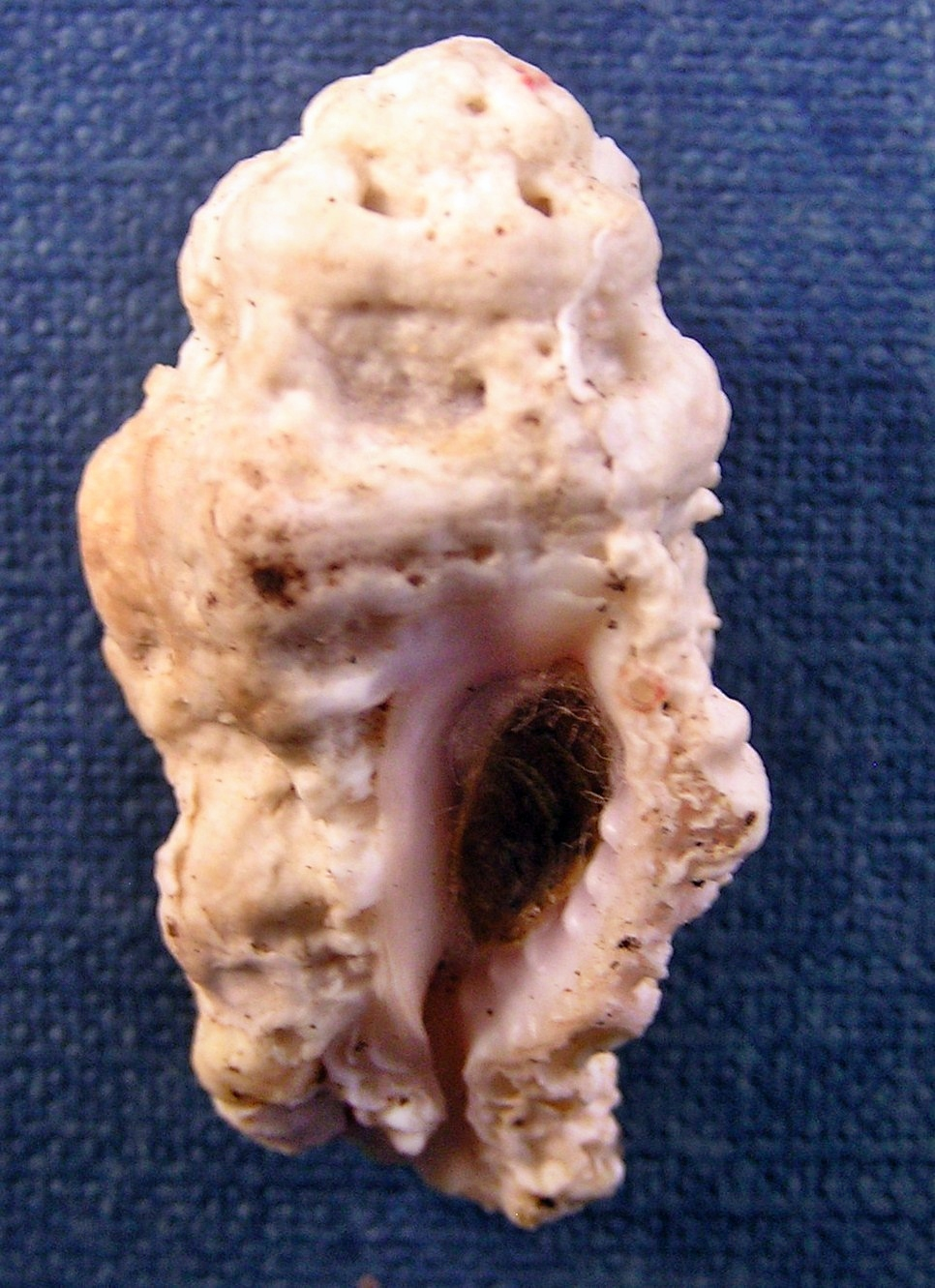